# Buddleja microstachya
Buddleja microstachya är en flenörtsväxtart som beskrevs av E.D.Liu och H.Peng. Buddleja microstachya ingår i släktet buddlejor, och familjen flenörtsväxter. Inga underarter finns listade i Catalogue of Life.